# Campodipietra
Campodipietra é uma comuna italiana da região do Molise, província de Campobasso, com cerca de 2.059 habitantes. Estende-se por uma área de 19 km², tendo uma densidade populacional de 108 hab/km². Faz fronteira com Campobasso, Ferrazzano, Gildone, Jelsi, San Giovanni in Galdo, Toro.
Campodipietra faz fronteira com os seguintes municípios: Campobasso, Ferrazzano, Gildone, Jelsi, San Giovanni in Galdo, Toro.

## Demografia
| Variação demográfica do município entre 1861 e 2011                               |
|                                                                                   |
| Fonte: Istituto Nazionale di Statistica (ISTAT) - Elaboração gráfica da Wikipedia |